# Gojōme
Gojōme (五城目町, Gojōme-machi) est un bourg du district de Minamiakita, dans la préfecture d'Akita, au Japon.

## Géographie

### Démographie
Au 1er juillet 2014, la population de Gojōme s'élevait à 9 720 habitants répartis sur une superficie de 214,94 km2.